# Hertenkamp (televisieserie)
Hertenkamp is een Nederlandse televisieserie uit 1998, gemaakt door Mugmetdegoudentand in coproductie met de VPRO.

## Geschiedenis
De serie begon als een zesluik over een gezin (Wiebe en Eva Vorsselmans en hun kinderen Toto en Lila), een stel (Patty Paltier en Grace Keeley) en een vrijgezel (Max Bakker). Het zesluik was te zien op de VPRO in februari en maart 1998 en werd herhaald in september en oktober 1998.
Een tweede serie van 30 afleveringen, die niet als "vervolg" maar als "gevolg" werd gepresenteerd, werd door de VPRO uitgezonden in het seizoen 1999-2000, de eerste uitzending was op 25 oktober 1999. De serie werd herhaald vanaf 13 februari 2001. Op 12 juni 2007 begon de herhaling van de dertigdelige serie, rond middernacht op dinsdag, woensdag, donderdag en vrijdag. Het zesluik werd aansluitend uitgezonden, begindatum 30 juli 2007.  Op 15 augustus 2007 is de hele serie op dvd verschenen.
Naar aanleiding van de televisieserie is Het Groot Hertenkamp Boek uitgegeven met nadere informatie over de bewoners, alsmede tips, geheimen, puzzels, recepten en horoscopen.

## Afleveringen

### Seizoen 1
1. Wiebe's prioriteitenlijstje
2. De Natuur heeft geen eigen ik
3. De consumindercursus
4. Moederdag
5. Een kuil voor Oma
6. Chan-Chan-Li

### Seizoen 2: Het Gevolg
1. In totaal 30 afleveringen

#### Verhaal
We krijgen meer inzicht in het leven van de bewoners van Hertenkamp. Het verhaal van Grace en Patty draait om hun carrière in de showbizz en het in stand houden van hun relatie. Rondom Wiebe en Eva speelt het verhaal van de spirituele academie en de vijfde en laatste bewoner, Max Bakker, heeft allerlei angsten die hij moet zien te overwinnen.

## Personages

### Grace Keeley
De actrice Grace Gloria Keeley werd vertolkt door Joan Nederlof, die hier in 2001 een Gouden Kalf voor verdiende.
Hoogtepunten uit haar acteercarrière:
- 1982 - bijrol in De wijfjes van Wezel
- 1986 - bijrol in Kom uit dat keukenkastje
- 1997 - hoofdrol in Sonja Lebewski
- 1997 - hoofdrol in Welkom, een asielzoekersdrama

In 2000 wordt bij Grace een zeldzame vorm van het Semonidas Kaseman Kesschnitz-syndroom ontdekt. Ze wordt opgenomen in het Ons Lieve Heilige Hart Hospitaal. Na een lang ziekbed komt Grace in 2000 wel nog met een masterclass "acteren voor de camera" en in 2002 speelt ze nog een gastrol in Dromen aan de horizon, de soap van TV7. Daarna wordt het stil rondom Grace Keeley.
Grace Keeley houdt van de Franse zangeres Barbara en van films in het film noir-genre. De mémoires van Hildegard Knef vormen haar favoriete lectuur

## Rolverdeling
- Joan Nederlof - Grace Keeley
- Maureen Teeuwen - Patty Paltier
- Marcel Musters - Max Bakker
- Finn Poncin - Wiebe Vorsselmans
- Hendrien Adams - Eva Vorsselmans
- Jop Joris - Toto Vorsselmans
- Joke Tjalsma - Wies Koolhaas - cursiste bij een van de vele spirituele activiteiten in de villa en heeft interesse in Wiebe. Dit is het begin van de driehoeksverhouding van Eva, Wiebe en Wies. Wies speelt een grote (en hogere) rol in de Spirituele Academie.
- Carla Mulder - Willemien Jongmans - de rij-instructrice van Patty. Naast het geven van rijles helpt ze Patty ook met alle problemen van het dagelijkse leven.
- Nel Corstanje - Maria Opwaarts - de huishoudster in de villa. Ze zegt niks, althans niet veel maar weet wel overal vanaf.
- Onno Meijer - Klaus
- Ton Kas - Raymond - rijdt rond in de Puppylance om dieren in nood te helpen. Hij helpt ook Max over diens fobieën heen.
- Georgina Verbaan - Anne-Claire - een vriendin van Toto Vorsselmans, die het hart van Grace op hol doet slaan.

## Medewerkers
- Scenario: Joan Nederlof i.s.m. Pieter Kramer
- Tekstbijdragen: Frank Houtappels, Don Duyns en anderen
- Regie: Pieter Kramer, Antoinette Beumer en Jonathan Herman
- Scenarioproductie: Rogier Proper
- Productie: mugmetdegoudentand in coproductie met de VPRO

## Prijzen
De serie is meerdere malen bekroond:
- Premio Ondas, internationale Spaanse televisieprijs voor vernieuwend televisiedrama (2000)
- Gouden Beeld. De prijs voor beste acteur voor Marcel Musters en beste actrice voor Joan Nederlof (2000)
- Albert van Dalsumprijs, voor de productie van Hertenkamp door Pieter Kramer(2000)
- Gouden Kalf, de prijs voor beste actrice voor Joan Nederlof en een speciale juryprijs voor de makers van Hertenkamp (2001)